# Заборное (озеро)
Забо́рное — озеро в Сарапульском районе Удмуртии. Находится на территории национального парка «Нечкинский». Является памятником природы, средообразующим и ценным гидробиологическим объектом.

## Географическое положение
Озеро расположено на севере Сарапульского района, в 20 километрах к северу от центра города Сарапул, на левобережье Камы. Находится в 1-2 километрах от берега реки, в 61, 62, 68, 69 и 74 кварталах Нечкинского лесничества. Ближайший населённый пункт — село Нечкино — расположено в 3-4 километрах западнее озера на противоположном правом берегу Камы.

## Описание
Площадь поверхности озера Заборное составляет 435 гектар. Озеро вытянуто с севера на юг вдоль камского берега и имеет длину около 3 км. Максимальная ширина — около 300 метров.
В 1945 году в Удмуртской АССР начали расселять ондатру и первые 50 ондатр выпустили именно в озеро Заборное. Также археологи обнаружили на берегу озера поселение, относящееся к эпохе неолита и поздней бронзы.